# Брукит
 Брукит — минерал, диоксид титана.
Брукит по химическому составу идентичен рутилу и анатазу. Содержит 59,94% титана и 40,06% кислорода. При температуре 750 °C переходит в рутил.
Минерал был назван в честь Генри Джеймса Брука (1771—1857), английского минералога.